# Г'юго Свайр
Г'юго Джордж Вільям Свайр (англ. Hugo George William Swire; нар. 30 листопада 1959, Лондон, Англія) — британський політик-консерватор. Член парламенту від округу East Devon з 2001, Державний міністр закордонних справ та у справах Співдружності (відповідальний за Індію, Далекий Схід, Латинську Америку і Фолкленди, а також Австралію) з 2012.

## Життєпис
Свайр навчався у Сент-Ендрюському університеті, перш ніш закінчив Королівську військову академію в Сандгерсті. Перш ніж почати політичну діяльність, Свайр служив у гренадерській гвардії. Він був фінансовим консультантом, а потім став главою з розвитку у Національній галереї і директором аукціонного дому Сотбі.
Він працював у тіньовому уряді Девіда Кемерона як тіньового Міністра у справах культури, ЗМІ і спорту у період між 2005 і 2007. Свайр був призначений Державним міністром у справах Північної Ірландії у коаліційному уряді у травні 2010 року. У 2011 році він був приведений до присяги як член Таємної ради.
Свайр є нащадком Джона Свайра (нар. 1793), засновника текстильного торгового бізнесу у Ліверпулі, який пізніше об'єднався у Swire Group, конгломерат, заснований у Гонконзі. Одружений, має двох доньок.